# Luis Galiana y Cervera

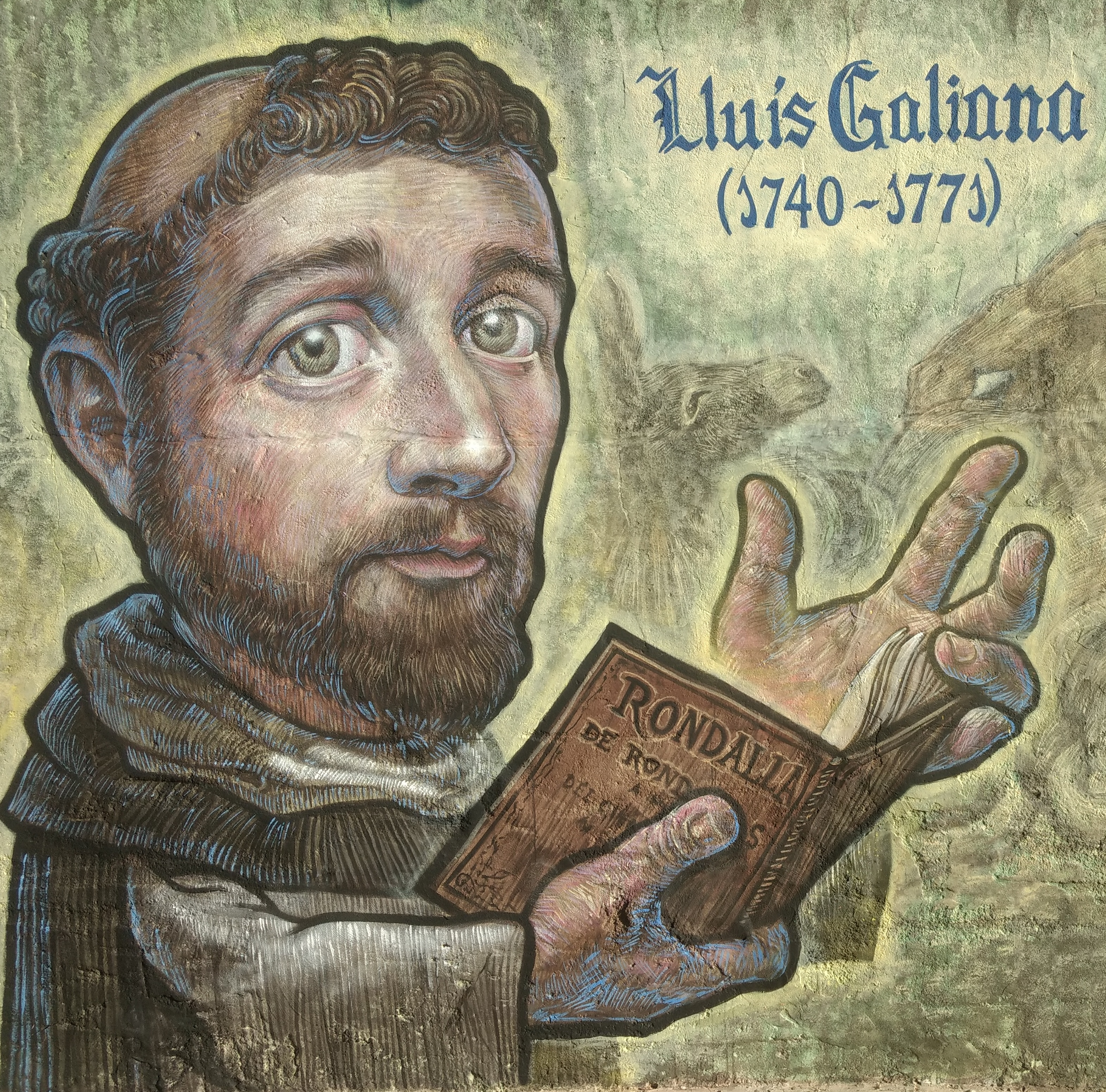
Caricatura de Fray Luis Galiana y Cervera.

Fray Luis Galiana y Cervera O.P. (Onteniente, Valencia; 1740-1771) fue un teólogo y filólogo dominico español, .

## Biografía
El hermano Fray Luis Galiana nació el 8 de junio de 1740, hijo de un ilustre médico del momento. A los 16 años ingresó en la Orden de los Predicadores en el convento de San Juan y de San Vicente de Onteniente, aunque también estudió en el de Valencia. Sus superiores lo enviaron a estudiar Filosofía y Teología al colegio patriarcal de Orihuela, en el que destacó tanto por sus virtudes como por sus cualidades intelectuales. Vivió en tiempos prerrománticos: hombres de vida delicada, amantes de las artes y de las letras y de personalidad enfermiza.

## Obra
Mientras se encontraba en Onteniente, puso el prólogo a la obra de Fray Luis de León La perfecta casada. 
A pesar de su corta vida, escribió varias obras, entre las que hay alguna inédita: un manuscrito conservado en la Universidad de Valencia con la signatura M-92 que lleva por título Tratatus de inscripcionibus antiquis, duobus tomis comprehensus. Cum variis scholiis, notis te animadvertionibus ad intelligenda multa venerandae Antiquitatis monumenta aptissimis (1758), en la que hace una apasionada defensa de la Antigüedad Clásica y reúne inscripciones antiguas de toda España pero sobre todo de la Comunidad Valenciana, además de noticias dispersas que encontró de diversos autores como Escolano, Beuter, Morales, Aldetre, etc.
En sus 31 años de vida nos ha dejado una buena colección de obras. La obra literaria de nuestro biografiado, aunque la tuberculosis segara su vida en plena juventud, es muy abundante y de gran mérito, por más que fuese criticado por haber escrito la Fábula de fábulas, y otros lo acusan de caer en grosería y mal gusto, por su obra Onologio o historia de los burros.
Pero, indudablemente, su obra más conocida es Rondalla de rondalles, publicada en 1769 en Valencia y reeditada en varias ocasiones.
Mantuvo una abundante correspondencia con Gregorio Mayans, con quien intercambió sus conocimientos y sus dudas filosóficas y lingüísticas.
Después de una larga y penosa enfermedad, muere a los 31 años en una finca que sus padres poseían en Onteniente.